# Perigrapha cilissa
Perigrapha cilissa là một loài bướm đêm trong họ Noctuidae.